# Hypopygium

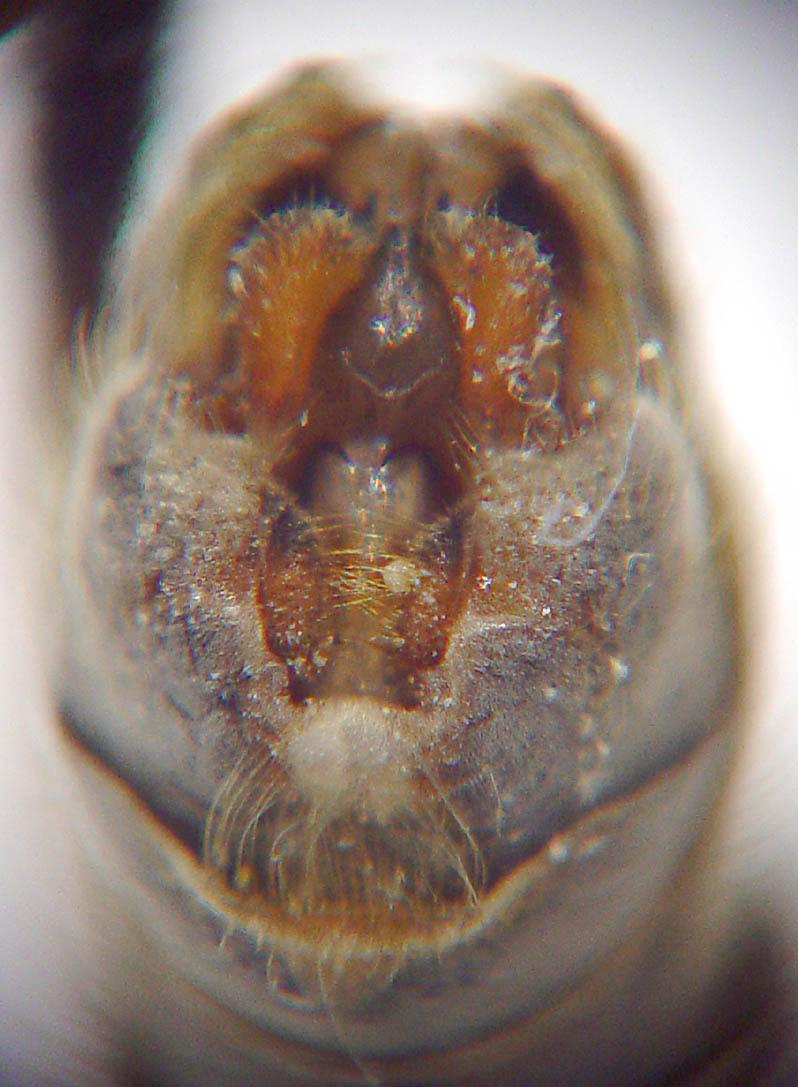
Hypopygium einer Schnake

Hypopygium nennt man das Sternum, also den bauchseitig gelegenen Teil des meist modifizierten letzten Abdominalsegments bei vielen Insektengruppen. Seine Morphologie spielt für die systematische Klassifizierung von Arten eine wesentliche Rolle. In vielen Fällen, besonders bei den Zweiflüglern (Diptera), ist damit das gesamte letzte Abdominalsegment gemeint, das die Kopulationsorgane enthält. Es wird dann  auch Terminalium genannt.

## Zweiflügler
Bei den Zweiflüglern ist das Hypopygium das neunte Abdominalsegment und weist einige Besonderheiten auf. Es kann während der Puppenentwicklung oder im Adultstadium zu einer Verdrehung (Torsion) des Hypopygiums kommen. Während des Puppenstadiums ist eine Drehung um 360° möglich, bei Imagines erfolgt die Drehung um 180° durch Muskeleinwirkung. Diese Drehungen haben zu einer unterschiedlichen Benennung homologer Bildungen des Hypopygiums bei verschiedenen Arten der Zweiflügler geführt.

## Hautflügler
Auch bei den Hautflüglern zeigt das Hypopygium verschiedene Spezialbildungen, die besonders bei den Ameisen zur Unterscheidung der Unterfamilien herangezogen werden. Der ursprüngliche Bau der Ameisen umfasst elf Segmente. Sichtbar sind aber bei den Weibchen der meisten Arten nur sieben Segmente, bei den Männchen neun. Als Hypopygium wird immer das Sternum des letzten sichtbaren Segments bezeichnet. Bei einigen Gattungen der Ameisen enthält es die Acidopore, durch die die Ameisensäure aus bestimmten Drüsen ausgestoßen wird. Diese Bildung des Hypopygiums gibt es jedoch nur bei den Weibchen der Ameisen-Unterfamilie der Schuppenameisen (Formicinae). Bei den anderen Unterfamilien ist das Hypopygium eine einfache, trapezförmige Platte, die einige nach hinten gerichtete Sinneshaare trägt. Diese dienen als taktile Rezeptoren, die die Lage des Hinterleibs anzeigen. Ähnlich gebaut wie die Acidopore ist die Scheide, die den Stachel bei einigen Arten räuberischer Ameisen wie beispielsweise der Gattung Leptogenys trägt. Die Gattungen der Unterfamilie der Drüsenameisen (Dolichoderinae) besitzen statt eines Stachels nur eine schlitzförmige Kloakenöffnung zwischen Telson und Hypopygium.